# Chutes Kayo
Les chutes Kayo sont une cascade située au territoire de Lubudi dans la province du Lualaba, en République démocratique du Congo, au sud-est du pays, à environ 1 290 kilomètres de la capitale, Kinshasa.

## Toponymie
Le nom « Kayo » est d'origine de la localité de Lubudi. Il fait référence à un aspect culturel ou naturel particulier des chutes et de la région environnante. La géographie des Chutes Kayo est marquée par un climat humide et subtropical, qui favorise une végétation dense et une faune diversifiée.

## Histoire
Les Chutes Kayo sont connues pour leur importance naturelle et leur rôle dans les écosystèmes locaux de la région du Katanga. Elles ont longtemps été un site d'intérêt pour les populations environnantes de la localité de Shamende ainsi que de Musasha, qui exploitent les ressources aquatiques et naturelles qu'elles offrent. La cascade attire également des chercheurs, visiteurs ainsi que touristes intéressés par sa biodiversité et ses paysages uniques.

## Description
Situées à une altitude de 1 290 mètres, les Chutes Kayo se trouvent dans un cadre géographiquement varié. Le terrain qui entoure les chutes est vallonné vers le nord-ouest de la localité Shamende, ainsi que de Musasha
, tandis qu’il devient plus plat au sud-est. Le point culminant de la région atteint 1 372 mètres d'altitude, à 1,2 kilomètre au sud-ouest des chutes. La région est peu peuplée, avec une densité d’environ 11 personnes par kilomètre carré, et les environs immédiats sont caractérisés par des sols boueux et vaseux.

## Géographie

### Climat
Le climat autour des Chutes Kayo est subtropical et humide, avec une température moyenne annuelle de 20 °C. Les températures varient de 24 °C en septembre, le mois le plus chaud, à 16 °C en janvier, le plus froid. La pluviométrie annuelle moyenne est de 1 174 millimètres. Novembre est le mois le plus pluvieux avec 232 millimètres, tandis que juin est le plus sec avec seulement 1 millimètre.

## Villes environnantes
La région autour des Chutes Kayo comprend des localités qui se trouvent dans la même zone, tels que la localité de Kayo et Shamende, Kiona et Kabwila sont à 9 km au nord-ouest et Mushasha à 3½ km au sud-est de Lubudi au sud-ouest, principalement de petites communautés rurales. La faible densité de population et l’environnement naturel peu perturbé contribuent à préserver l'écosystème des chutes, malgré une activité humaine modeste dans les alentours.

## Galerie
Vue panoramique aérienne des chutes Kayo à Lubudi, dans la province de Lualaba, en République démocratique du Congo.

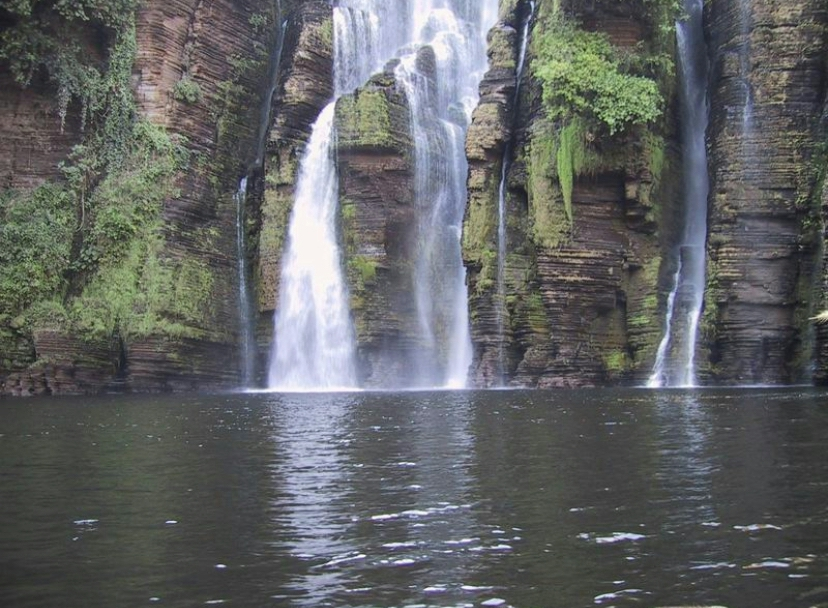
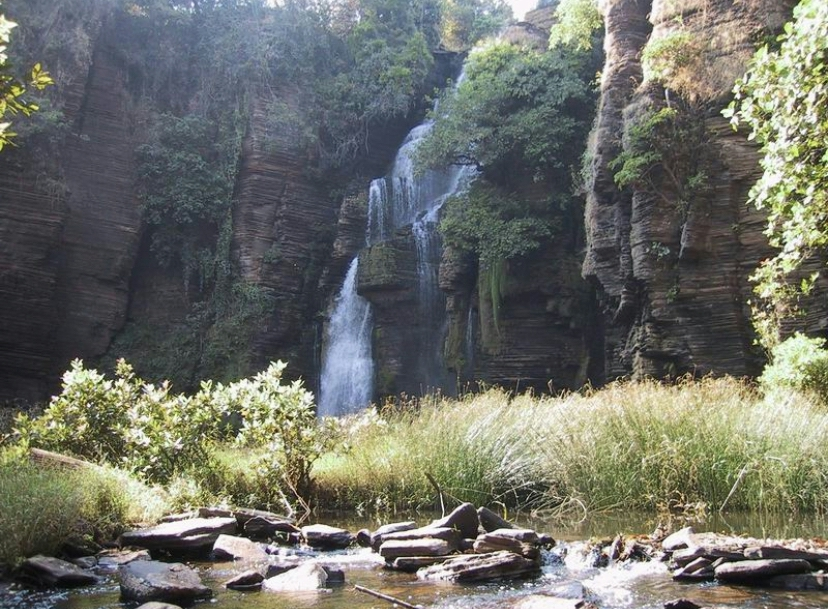